# Ліндейл (Джорджія)
Ліндейл (англ. Lindale) — переписна місцевість (CDP) в США, в окрузі Флойд штату Джорджія. Населення — 4283 особи (2020).

## Географія
Ліндейл розташований за координатами 34°11′16″ пн. ш. 85°10′51″ зх. д. / 34.18778° пн. ш. 85.18083° зх. д. (34.187692, -85.180719).  За даними Бюро перепису населення США в 2010 році переписна місцевість мала площу 14,32 км², з яких 14,01 км² — суходіл та 0,32 км² — водойми.

## Демографія
Згідно з переписом 2010 року, у переписній місцевості мешкала 4191 особа в 1618 домогосподарствах у складі 1104 родин. Густота населення становила 293 особи/км².  Було 1894 помешкання (132/км²).
Расовий склад населення:
| - 89,9 % — білих - 4,2 % — чорних або афроамериканців - 1,1 % — азіатів - 0,1 % — корінних американців - 2,9 % — осіб інших рас |

До двох чи більше рас належало 1,7 %. Частка іспаномовних становила 4,9 % від усіх жителів.
За віковим діапазоном населення розподілялося таким чином: 24,3 % — особи молодші 18 років, 59,5 % — особи у віці 18—64 років, 16,2 % — особи у віці 65 років та старші. Медіана віку мешканця становила 38,9 року. На 100 осіб жіночої статі у переписній місцевості припадало 95,6 чоловіків;  на 100 жінок у віці від 18 років та старших — 90,3 чоловіків також старших 18 років.
Середній дохід на одне домашнє господарство  становив 51 415 доларів США (медіана — 33 608), а середній дохід на одну сім'ю — 61 746 доларів (медіана — 40 978). Медіана доходів становила 40 558 доларів для чоловіків та 31 005 доларів для жінок. За межею бідності перебувало 22,1 % осіб, у тому числі 30,1 % дітей у віці до 18 років та 19,7 % осіб у віці 65 років та старших.
Цивільне працевлаштоване населення становило 1487 осіб. Основні галузі зайнятості: освіта, охорона здоров'я та соціальна допомога — 24,2 %, виробництво — 22,7 %, мистецтво, розваги та відпочинок — 10,1 %, будівництво — 8,5 %.